# Andrea Molaioli
Andrea Molaioli (Roma, 29 de novembre de 1967) és un director de cinema i guionista italià.

## Biografia
Va començar la seva carrera en el món del cinema com a ajudant de direcció, treballant al costat d'alguns directors italians importants com Nanni Moretti, Daniele Luchetti, Carlo Mazzacurati i Mimmo Calopresti.
El seu primer llargmetratge és La noia del llac, del 2007 i presentat a la Setmana Internacional de la Crítica en el marc de la 64a Mostra Internacional de Cinema de Venècia. Aquesta pel·lícula va obtenir deu David di Donatello el 2008 (rècord del festival), inclòs el David di Donatello al millor director. Aquesta pel·lícula, com la següent, és protagonitzada per Toni Servillo.
Inspirat en el crack de Parmalat, el 2011 va filmar Il gioiellino. El director ha explicat que, tot i que explica la història de l'empresa Collecchio, la pel·lícula «neix dels mecanismes de les finances mundials».

## Filmografia

### Director
- I Diari della Sacher: Bandiera Rossa e Borsa Nera (2001)
- Vieni a casa mia (2007)
- La noia del llac (2007)
- Il gioiellino (2011)
- Slam - Tutto per una ragazza (2016)
- Suburra - La serie – sèrie de Netflix, episodis 3-6, 10-18 (2017-2019)
- Bella da morire – minisèrie TV (2020)
- Fedeltà – sèrie de Netflix, episodi 1-2, 5-6 (2022)
- Circeo - minisèrie TV, 6 episodi (2022)
- La regola del gioco - minisèrie TV, 4 episodis (2024)

### Guionista
- Il gioiellino (2011)
- Slam - Tutto per una ragazza (2016)

### Director ajudant
- Palombella rossa, dirigida per Nanni Moretti (1989)
- Caldo soffocante, dirigida per Giovanna Gagliardo (1991)
- Il muro di gomma, dirigida per Marco Risi (1991)
- Mille bolle blu, dirigida per Leone Pompucci (1993)
- Caro diario, dirigida per Nanni Moretti (1993)
- Padre e figlio, dirigida per Pasquale Pozzessere (1994)
- Aprile, dirigida per Nanni Moretti (1998)
- L'estate di Davide, dirigida per Carlo Mazzacurati (1998)
- La stanza del figlio, dirigida per Nanni Moretti (2001)

## Reconeixements
- David di Donatello
  - 2008 – millor pel·lícula per La noia del llac
  - 2008 – Millor director per La noia del llac
  - 2008 – Millor director novell per La noia del llac
- Nastro d'argento
  - 2008 – Millor director novell
 per La noia del llac
  - 2017 – Candidatura a la millor pel·lícula per joves per Slam - Tutto per una ragazza
- Globo d'oro
  - 2008 – Millor opera prima per La noia del llac
- Ciak d'oro
  - 2008 – Millor opera prima per La noia del llac[5]